# Cry out
Cry out（クライアウト）
- cry out (彩音の曲) - 2012年の彩音のシングル。『アニメTV』2012年5月オープニングテーマ。
- CRY OUT - 2014年のSuGのシングル。
- Cry out - ONE OK ROCKの楽曲。2015年のアルバム『35xxxv』のリード曲で、アルバム発売前に先行配信シングルがリリースされた[1]。『J-WAVE SPECIAL SUPER BOWL XLIX RADIO supported by Audi』テーマソング。
- Cry out - Snow ManのジャニーズJr.時代の楽曲。2023年のアルバム『i DO ME』初回盤A収録曲として初音源化[2]。